# Andrei Jurjewitsch Stoljarow
Andrei Jurjewitsch Stoljarow (russisch Андрей Юрьевич Столяров, englisch Andrei Yuryevich Stoliarov; * 9. Januar 1977 in Sotschi) ist ein ehemaliger russischer Tennisspieler.

## Karriere
Stoljarow feierte zunächst auf der Challenger Tour Erfolge. Im Einzel gewann er in seiner Karriere einen Titel sowie vier weitere im Doppel. Auf der ATP Tour feierte er seinen größten Erfolg mit dem Finaleinzug in Chennai, unterlag dort aber dem Tschechen Michal Tabara. Bei Grand-Slam-Turnieren erreichte er im Einzel mit dem Erreichen der dritten Runde sein bestes Ergebnis im Jahr 2000 in Wimbledon.
In den Jahren 2001 und 2002 wurde Stoljarow zweimal in der russischen Davis-Cup-Mannschaft eingesetzt. Er bestritt bei seinen Einsätzen jeweils ein Match im Einzel, beide gegen Schweden: 2001 besiegte er Magnus Norman im Viertelfinale in drei Sätzen, 2002 profitierte er von der verletzungsbedingten Aufgabe seines Gegners Andreas Vinciguerra. Damit war Stoljarow Teil der russischen Mannschaft, die in der Saison 2002 den Davis Cup gewinnen konnte. 2008 spielte er das letzte Mal regelmäßig Turniere.

## Erfolge
| Legende (Anzahl der Siege)  |
| Grand Slam                  |
| ATP World Tour Finals       |
| ATP World Tour Masters 1000 |
| ATP World Tour 500          |
| ATP World Tour 250          |
| ATP Challenger Tour (5)     |

### Einzel

#### Turniersiege
| Nr. | Datum            | Turnier   | Belag       | Finalgegner          | Ergebnis      |
| --- | ---------------- | --------- | ----------- | -------------------- | ------------- |
| 1.  | 13. Februar 2000 | Wolfsburg | Teppich (i) | Óscar Burrieza López | 3:6, 6:3, 6:0 |

#### Finalteilnahmen
| Nr. | Datum          | Turnier | Belag     | Finalgegner   | Ergebnis  |
| --- | -------------- | ------- | --------- | ------------- | --------- |
| 1.  | 8. Januar 2001 | Chennai | Hartplatz | Michal Tabara | 2:6, 6:74 |

### Doppel

#### Turniersiege
| Nr. | Datum            | Turnier       | Belag | Partner         | Finalgegner                          | Ergebnis       |
| --- | ---------------- | ------------- | ----- | --------------- | ------------------------------------ | -------------- |
| 1.  | 31. Oktober 1999 | Samarqand (1) | Sand  | Noam Behr       | Emilio Benfele Álvarez Kris Goossens | 6:74, 6:3, 6:1 |
| 2.  | 20. Mai 2000     | Samarqand (2) | Sand  | Stefano Galvani | Daniel Melo Alexandre Simoni         | kampflos       |
| 3.  | 18. Juni 2000    | Weiden        | Sand  | Mark Nielsen    | Daniel Elsner Andy Fahlke            | 7:5, 6:3       |
| 4.  | 10. Juni 2001    | Fürth         | Sand  | Hugo Armando    | Vadim Kutsenko Oleg Ogorodov         | 6:0, 6:0       |